# Zu (Creta)
Zu o Zou (en griego, Ζου) es un pueblo de Grecia ubicado en la isla de Creta. Pertenece a la unidad periférica de Lasithi, al municipio y a la unidad municipal de Sitía y a la comunidad local de Stavromenos. En el año 2011 contaba con una población de 32 habitantes.

## Yacimiento arqueológico
Cerca de este pueblo hay un yacimiento arqueológico donde se encontró una villa minoica de unos 700 m² (31 x 23 m), de al menos 20 habitaciones. Por los hallazgos de cerámica en este lugar se estima que la villa fue construida en el periodo minoico medio IIIB y que su destrucción se produjo, como muy tarde, en el minoico tardío IA, probablemente de manera simultánea a la villa de Klimatariá. La causa de la destrucción fue, según todos los indicios, un terremoto. Entre los hallazgos son numerosos los utensilios de cerámica y de piedra destinados a almacenamiento. En una de las habitaciones se ha encontrado una cabeza de la estatua de un ídolo. Han sido encontrados restos de otro edificio a unos 150 metros de esta villa. 
Las excavaciones fueron realizadas en 1955 y 1956 por un equipo dirigido por Nikolaos Platon.